# Iglesia de San Martín de Tours (Chapoco)
La iglesia de San Martín de Tours es un templo católico ubicado en la localidad de Chapoco, comuna de General Lagos, Región de Arica y Parinacota, Chile. Construida en 1942, fue declarada monumento nacional de Chile, en la categoría de monumento histórico, mediante el Decreto n.º 76, del 13 de abril de 2017.

## Historia
Fue construida en 1942 por maestros bolivianos, bajo encargo de Eustaquio Flores.

## Descripción
De estilo barroco andino, está construida en cimientos de piedra, y con muros y cubierta abovedada de piedra sillar canteada con mortero de cal. Su planta es de estilo basilical, que recuerda a la Basílica de Nuestra Señora de Copacabana.
Al interior cuenta con un retablo de tres calles y tres hornacinas construido en piedra canteada con mortero de cal.